# S/S Afrique (1907)
S/S Afrique var en paketbåt som gick med post, last och passagerarfartyg som levererades till det franska rederiet Chargeurs Réunis 1907. Hon gick i linjetrafik mellan Frankrike och de franska kolonierna i Västafrika. Den 12 januari 1920 råkade hon ut för en storm i Biscayabukten och förliste. Endast 34 av 609 människor ombord kunde räddas.

## Sista resan
Den 9 januari 1920 lämnade Afrique Bordeaux med destination Dakar i Västafrika. Ombords fanns 135 besättningsmän och 468 passagerare, varav 15 missionärer och 135 senegalesiska soldater. Den 11 januari befann sig fartyget 65 sjömil väster om staden Royan och började läcka i den kraftiga sjögången. Pannrummet vattenfyldes och ångpannorna slocknade, fartyget blev manöverodugligt och kaptenen begärde assistans. Men ingen bogserbåt kunde undsätta det drivande fartyget och Afrique kolliderade med fyrskeppet Rochebonne. Både Afrique och fyrskeppet sjönk.